# دالاس فريزر
دالاس فريزر (بالإنجليزية: Dallas Frazier)‏ هو موسيقي ومغن مؤلف أمريكي، ولد في 27 أكتوبر 1939 في أوكلاهوما في الولايات المتحدة.

## وصلات خارجية
- دالاس فريزر على موقع IMDb (الإنجليزية)
- دالاس فريزر على موقع ميوزك برينز (الإنجليزية)
- دالاس فريزر على موقع ديسكوغز (الإنجليزية)